# نیک فلز
نیک فلز (انگلیسی: Nick Foles؛ زادهٔ ۲۰ ژانویهٔ ۱۹۸۹) بازیکن فوتبال آمریکایی اهل ایالات متحده آمریکا است.
از باشگاه‌هایی که در آن بازی کرده‌است می‌توان به کانزاس سیتی چیفس اشاره کرد.